# École de théâtre et de cirque de Tikkurila
L'école de théâtre et de cirque de Tikkurila (finnois : Tikkurilan Teatteri- ja Sirkuskoulu) est une école située dans le quartier de Tikkurila à Vantaa en Finlande.

## Présentation
Gérée par le Théâtre de Tikkurila (fi), l'école de théâtre et de cirque de Tikkurila est une école privée d'arts du spectacle  qui dispense un enseignement en arts du théâtre et du cirque conformément à la loi sur l'éducation fondamentale,. 
L'enseignement a lieu dans des installations municipales dans différentes parties de la Vantaa.
L'enseignement des arts du théâtre et du cirque s'appuie sur un cursus conforme au cursus général de l'enseignement artistique fondamental. 
L'école dispose d'une licence d'enseignement du Ministère de l'Éducation et de la Culture pour enseigner les arts du théâtre. 
En matière d'éducation au cirque, l'enseignement se déroule dans le cadre d'une convention avec la ville de Vantaa.
L'enseignement du théâtre est pris en charge par la part de l'État en fonction des heures d'enseignement. 
De plus, les activités de l'école sont financées par des subventions de fonctionnement et ciblées de la ville de Vantaa, des frais de scolarité, des subventions de cours de l'État et des revenus des billets d'entrée aux spectacles. 
Les lieux d'enseignement comprennent la usine culturelle Vernissa et la maison des Arts Pessi à Tikkurila, l'école de Dickursby à Jokiniemi et le centre polyvalent Lumo à Korso.
Environ 220 élèves suivent l'enseignement de base hebdomadaire des arts du théâtre. 
Au total, 120 élèves étudient les arts du cirque. Chaque année, environ 100 enfants et jeunes participent à des cours de courte durée séparés.

## Galerie

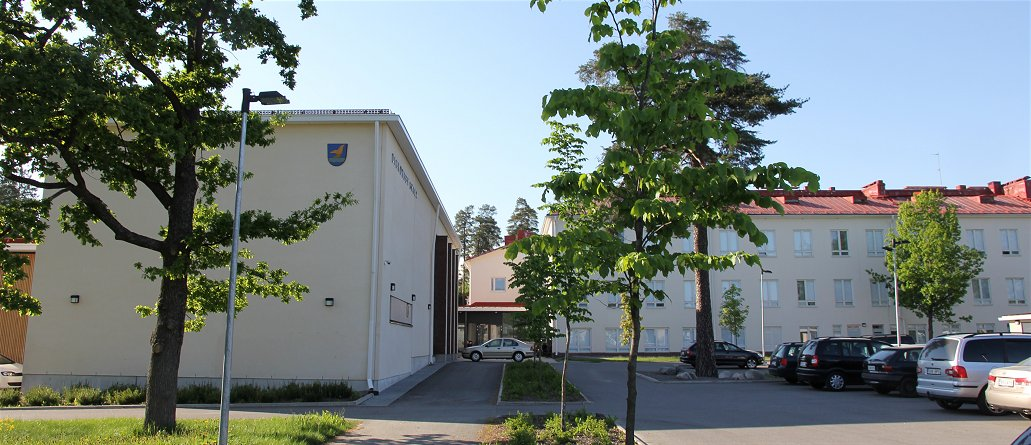
L'art du cirque est enseigné dans les locaux de l'école de Dickursby.
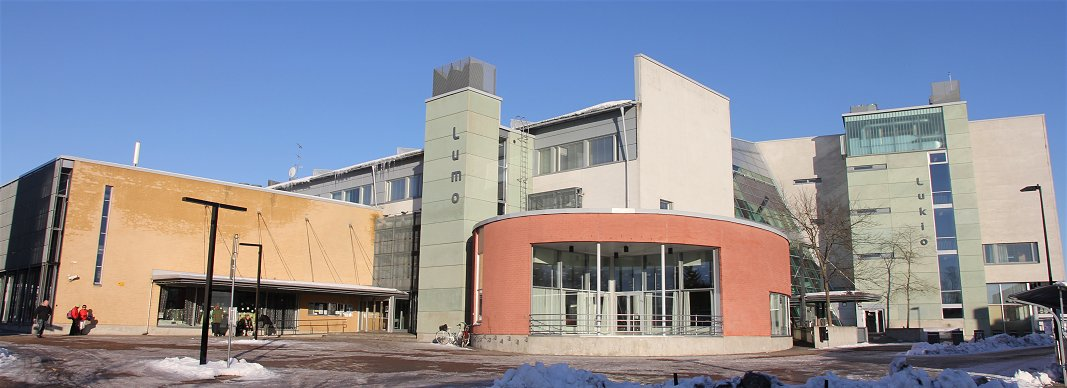
Le théâtre et les arts du cirque sont enseignés au centre polyvalent Lumo.